# Asfalt (bok)
Asfalt är en memoarbok från 1979 av Ivar Lo-Johansson. Den utgör andra delen i hans självbiografiska serie som börjar med Pubertet (1978).

## Handling
Boken omfattar tiden från 1918 till omkring 1930. Här blir Ivar Lo-Johansson stenhuggare i Stockholm, fortsätter sina drömmar om att bli "något stort" Han ger sig ut i världen, tillbringar och arbetar i Frankrike men även i England och försöker skildra zigenare i Ungern. Allt skildras i noveller och skrifter som skickas hem till de svenska tidningarna och ger ett bidrag till överlevnaden. I Asfalt skildras också hans första allvarlig förälskelse i den äldre Macka.